# Menispermeae
Menispermeae es una tribu de plantas de flores de la familia Menispermaceae. Tiene los siguientes géneros:

## Géneros
- Antizoma Miers, 1851. África del sur.
- Cissampelos L., 1753. América del Norte y del Sur, África y Asia.
- Cocculus DC., 1817, nom. cons. América del Norte y central, África, Madagascar, sur y sudeste de Asia.
- Cyclea Arn. ex Wight, 1840. Este y sudeste de Asia.
- Diploclisia Miers, 1851. Sur y sudeste de Asia.
- Hypserpa Miers, 1851. Este y sudeste de Asia hasta Australia, Polinesia.
- Legnephora Miers, 1867. Australia, Nueva Guinea.
- Limacia Lour., 1790. Sudeste de Asia.
- Limaciopsis Engl., 1899. Congo, Gabón.
- Menispermum L., 1753. Asia central y oriental, Norteamérica.
- Pericampylus Miers, 1851. Sur y sudeste de Asia hasta las Molucas.
- Rhaptonema Miers, 1867. Madagascar.
- Sarcopetalum F.Muell., 1862. Australia.
- Sinomenium Diels in Engl., 1910. China, Taiwán, Japón.
- Stephania Lour., 1790. Sur, este y sudeste de Asia hasta Nueva Guinea.
- Strychnopsis Baill., 1885. Madagascar.

- Datos: Q6010285
- Especies: Menispermeae